# Třebíz
Třebíz (deutsch Weißthurm) ist eine Gemeinde in Tschechien. Sie liegt sieben Kilometer nordwestlich von Slaný und gehört zum Okres Kladno.

## Geographie
Třebíz befindet sich im Mittelböhmischen Tafelland im Quellgebiet des Dřínovský potok. Südwestlich erhebt sich die Hochfläche "Na Drahách" (348 m).
Nachbarorte sind Klobuky und Kobylníky im Norden, Páleček und Stradonice im Nordosten, Dřínov, Neprobylice und Kutrovice im Osten, Kvílice im Südosten, Plchov im Süden, Pozdeň und Líský im Südwesten, Hořešovice im Westen sowie Úherce im Nordwesten.

## Geschichte
Třebíz wurde im Jahre 1318 erstmals urkundlich erwähnt. Im Dorf befand sich eine Feste, die nach 1415 erlosch.
1848 wurde Třebíz eine selbständige Gemeinde im Bezirk Slaný. Seit 1961 gehört der Ort zum Okres Kladno. Das Zentrum des Ortes wurde zum ländlichen Denkmalschutzgebiet erklärt. Teile von Třebíz wurden in den Jahren 1969 bis 1975 zu einem Freilichtmuseum umgestaltet.

## Gemeindegliederung
Für die Gemeinde Třebíz sind keine Ortsteile ausgewiesen.

## Sehenswürdigkeiten
- Ethnographisches Freilichtmuseum Třebíz, mehrere Gebäude des Ortes repräsentieren die Volkskultur und bäuerliche Tradition im Schlaner Land
- Kapelle St. Martin erbaut 1754
- Geburtshaus von Václav Beneš Třebízský
- Denkmal auf dem Dorfplatz, errichtet 1892

## Söhne und Töchter der Gemeinde
- Václav Beneš Třebízský (1849–1884), tschechischer Dichter

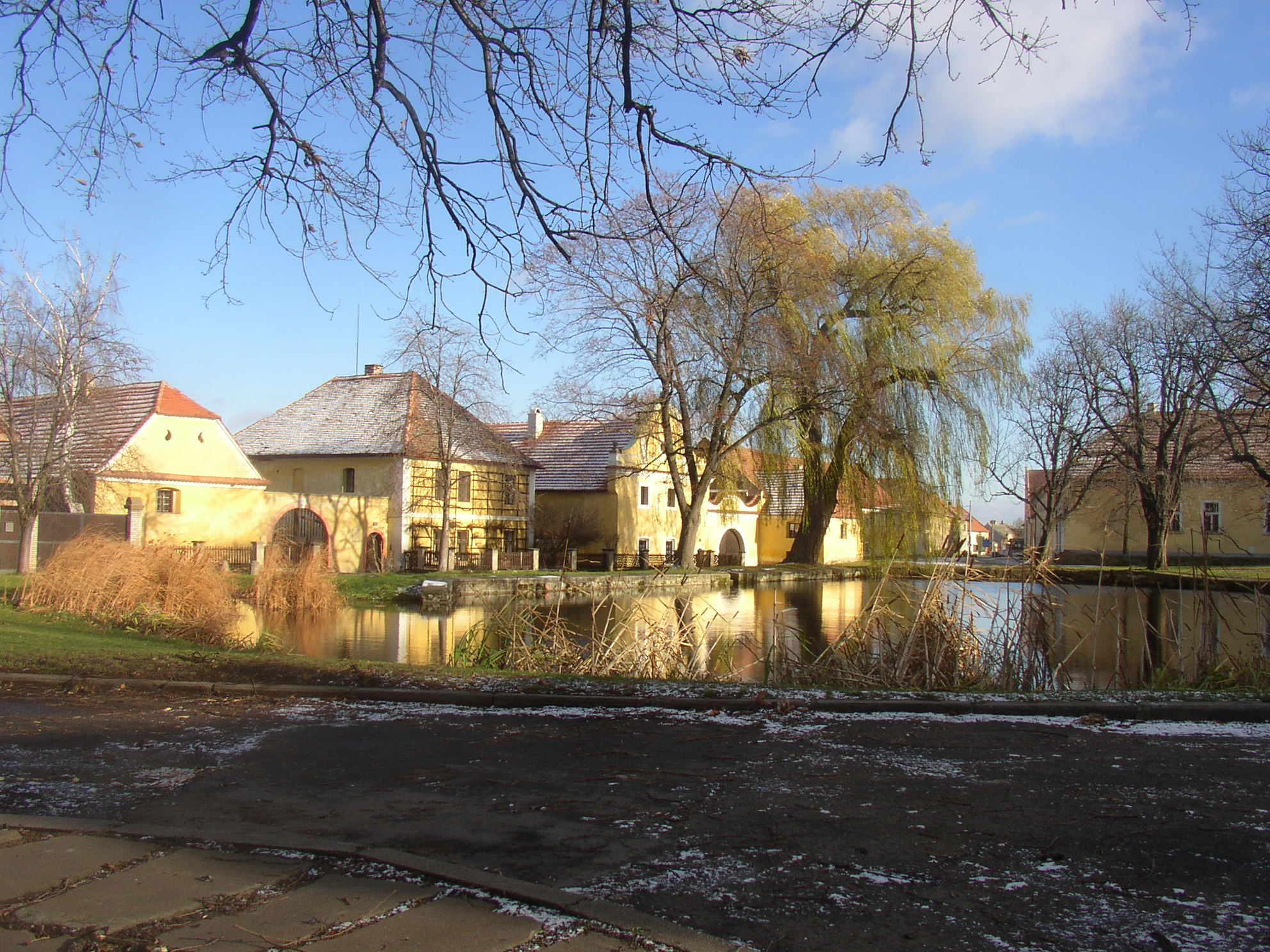
Třebíz